# Pic d'Anayet
Le pic d'Anayet est un sommet des Pyrénées espagnoles situé sur les communes de Sallent de Gállego et de Canfranc dans la province de Huesca, au Nord-Ouest de la communauté autonome d'Aragon. Il culmine à 2 574 mètres d'altitude.

## Toponymie
En aragonais et en espagnol, on le désigne sous le nom de Pico Anayet.
Il est bordé de plusieurs ibones (pluriel du mot espagnol et aragonais ibón), le terme aragonais désignant les petits lacs de montagne d'origine glaciaire des Pyrénées, généralement au-dessus de 2 000 m d'altitude.

## Géographie

### Topographie

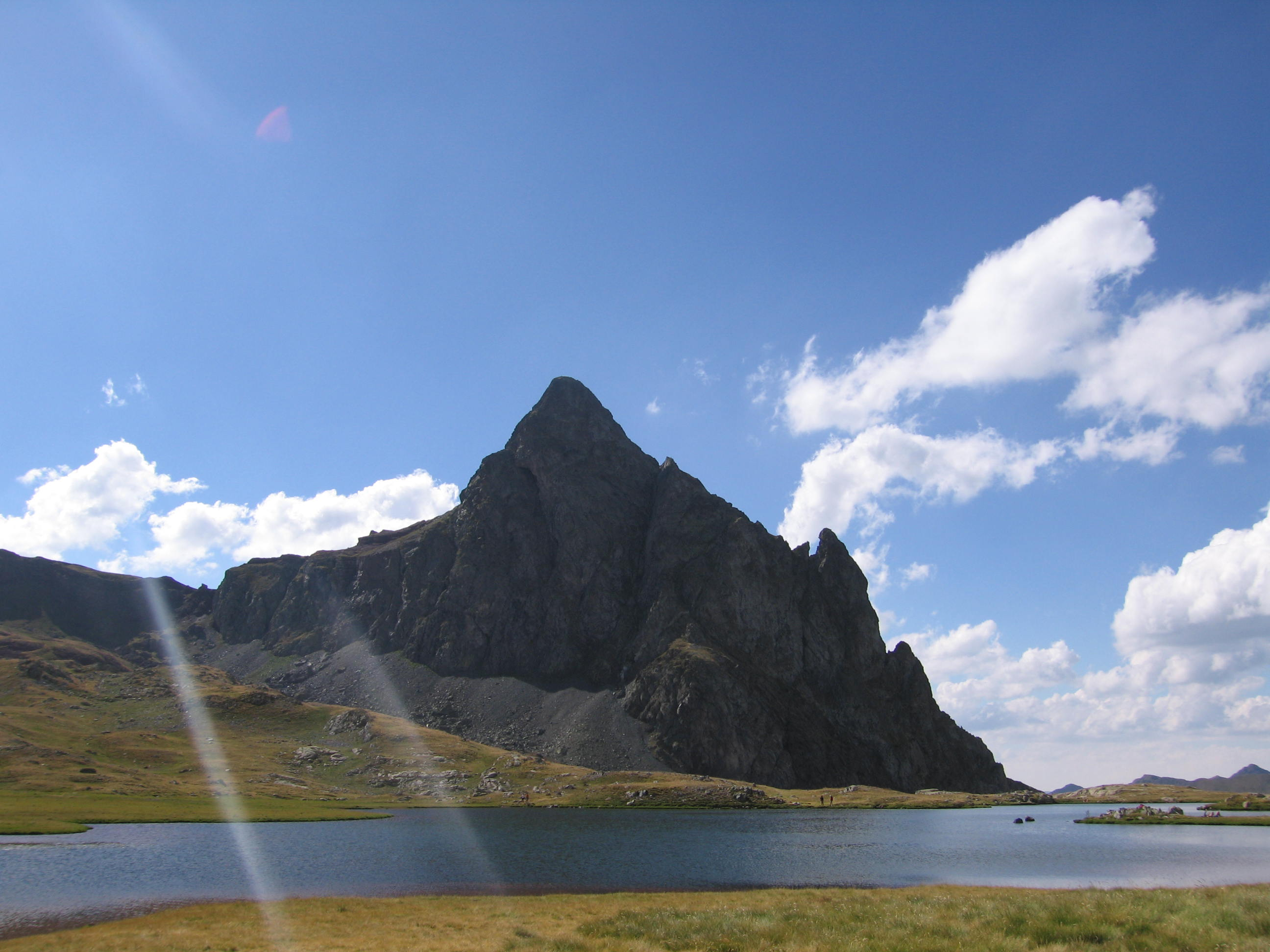
Grand ibon d'Anayet au pied du sommet.

Au pied du pic, les ibones de Anayet sont un ensemble de petits lacs glaciaires des Pyrénées aragonaises situé à 2 233 mètres d'altitude.

### Géologie
Le pic est constitué par les restes de la caldeira d'un volcan actif au Permien. Il est le pendant du pic du Midi d'Ossau.

### Climat

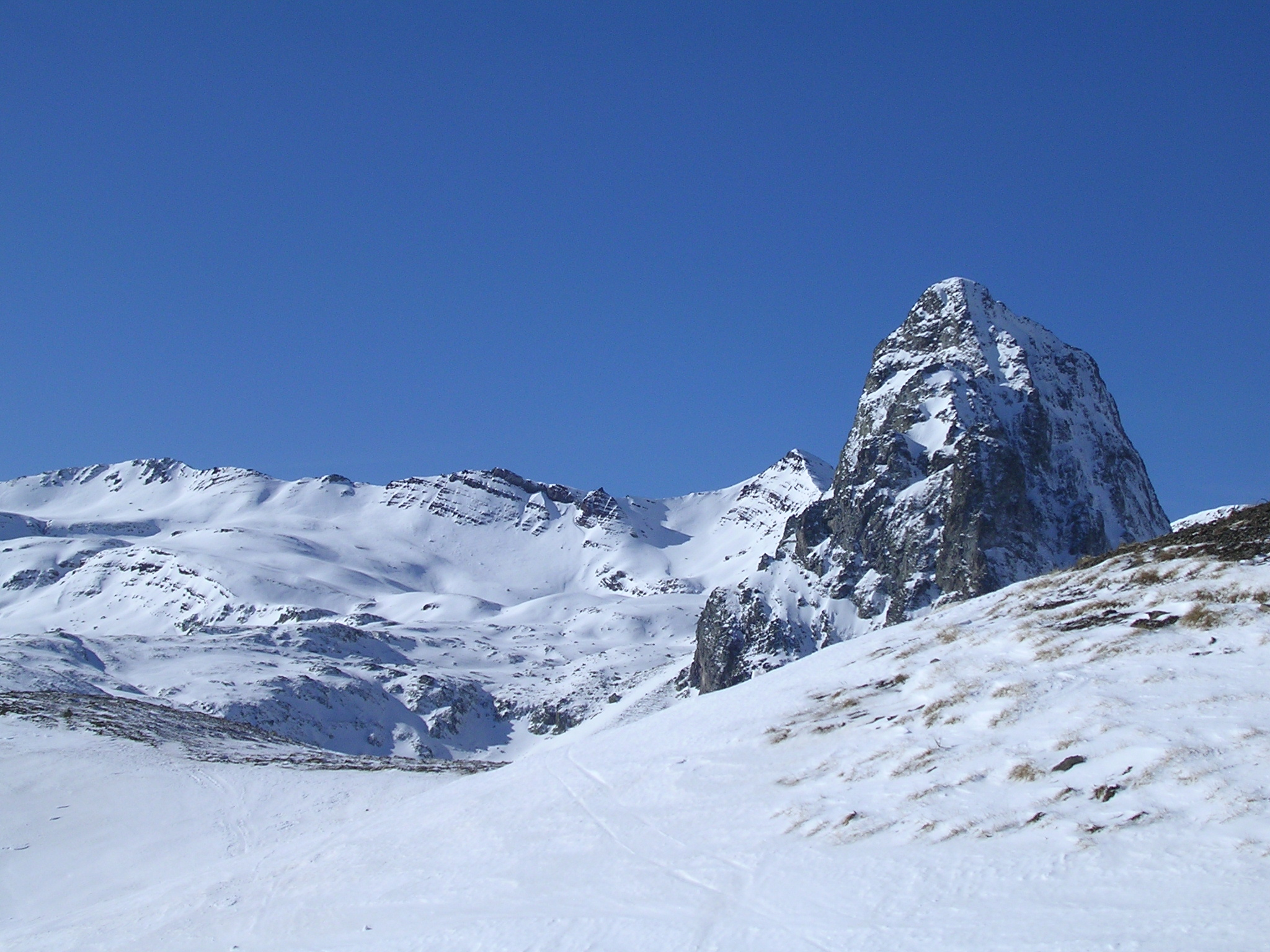
Le pic en hiver depuis la station de sports d'hiver d'Aramón Formigal.

## Voies d'accès

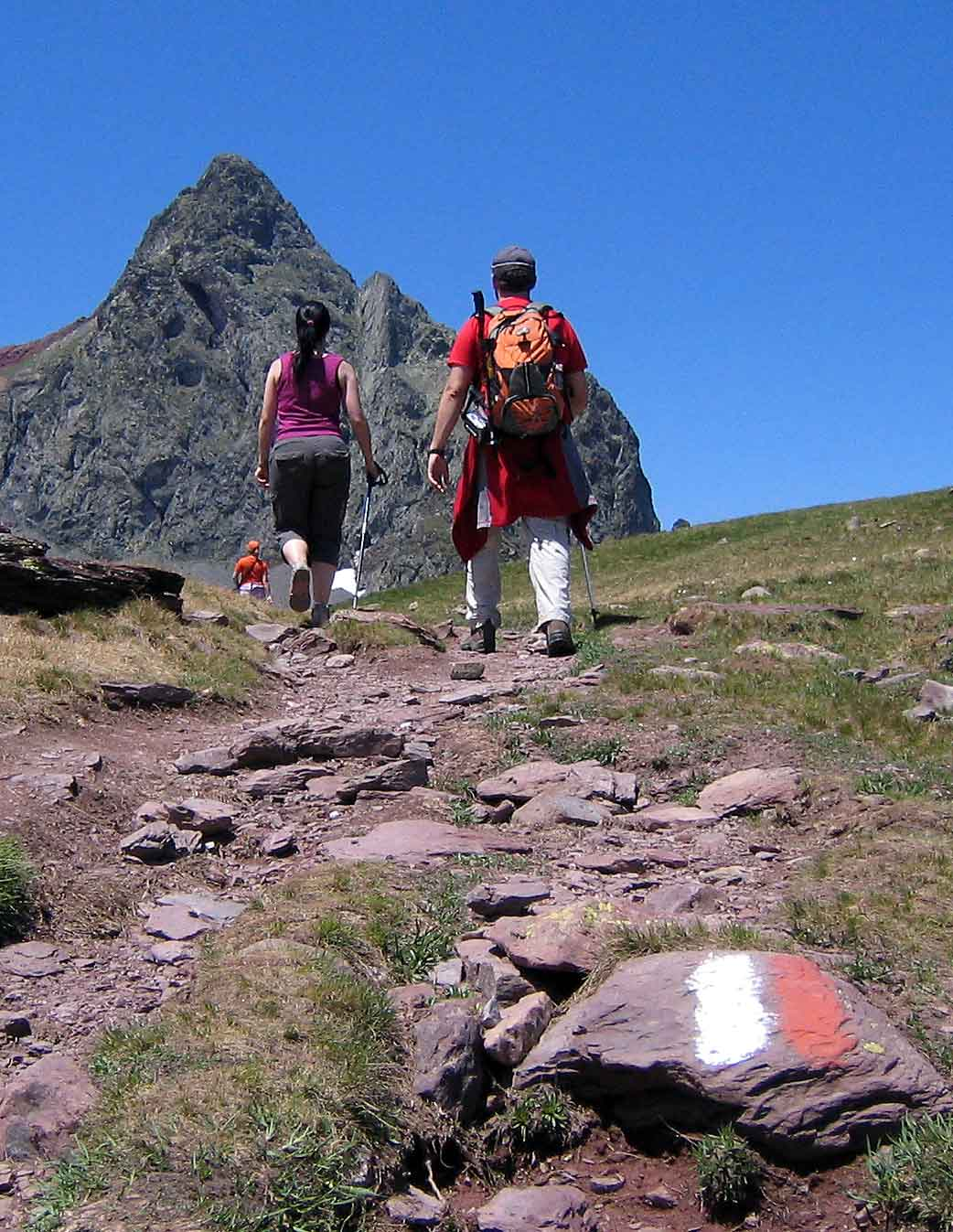
Randonnée dans les Pyrénées sur le GR 11, vue du pic d'Anayet.

On peut y accéder en partant de la localité espagnole de Formigal et en suivant de sentier de grande randonnée 11. Côté français, on y accède depuis le col du Pourtalet.